# Макаревич Марія Флоріанівна
Марі́я Флоріа́нівна Макаре́вич (21 листопада (4 грудня) 1906, с. Мошни Черкаського повіту Київської губернії, нині Черкаського району Черкаської області — 24 лютого 1989, Київ) — українська науковиця-ботанік, доктор біологічних наук (1964).

## Біографія
Народилась 4 грудня 1906 року в селі Мошни Черкаського району Черкаської області. Батько — земський лікар Флоріан Феліксович Макаревич, мати — дочка купця, Марія Тичинін. У 1921 році закінчила трудову школу в місті Черкаси, в 1925 — агропрофшколу, в 1926 році вступила до Київського інституту народної освіти. 
В 1932 році розпочала працювати в Українському науково-дослідному інституті торфової промисловості. В 1934 році стала співробітницею науково-дослідного інституту агроґрунтознавства та хімізації сільського господарства.
Макаревич М. Ф. з 1936 року п'ятдесят років працювала в лабораторії ліхенології Інституту ботаніки Академії Наук України спочатку лаборантом, а потім науковим співробітником з 1938 року була аспірантом під керівництвом Альфреда Миколайовича Окснера, спеціалізувалася з області ліхенології. Марія Флоріанівна Макаревич брала участь в написанні монографії А. Н. Окснера «Флора лишайників України». 
З 1940 року розпочинає численні експедиційні виїзди в Українські Карпати, де вивчає особливості поширення лишайників. Під час війни родина змушена переїхати з Києва до Черкас. Після вимушеної перерви в 1944 році продовжувала вивчення ліхенофлори в Карпатах.
У 1946 році захистила дисертацію «Лишайники Східних Карпат» на здобуття наукового ступеня кандидатки біологічних наук. У 1964 році захистила дисертацію «Аналіз ліхенофлори Українських Карпат» стала доктором біологічних наук і перейшла на посаду старшої наукової співробітниці у відділі спорових рослин.

Могила Марії Макаревич та її чоловіка, Байкове кладовище

Померла в Києві 24 лютого 1989 року. Похована на Байковому кладовищі разом із чоловіком.

### Родина
Чоловік — Олександр Вікторович Топачевський (1897—1975) — альголог, ботанік і гідробіолог, академік.
Син — Вадим Олександрович Топачевський (1930—2004) — професор, академік НАН України.
Син — Андрій Олександрович Топачевський (нар. 1939) — письменник і кінодраматург.

## Науковий доробок
В 1937 році опублікувала в співавторстві з Підоплічком О. П. першу наукову статтю «Про водяну рослинність деяких річок України» У науковому доробку М. Ф. Макаревич є понад 70 праць, присвячених ліхенофлорі різних регіонів колишнього Радянського Союзу (наприклад, Біловезької Пущі в Білорусі, районів російського Далекого Сходу тощо), однак основну увагу протягом своєї наукової діяльності вона приділяла вивченню ліхенофлори Карпат — одного з найцікавіших гірських масивів Європи. М. Ф. Макаревич описано 13 таксонів (6 видів, 7 різновидів та форм) та запропоновано 32 комбінації нових назв лишайників (8 видових та 24 внутрішньовидових таксонів).
Незважаючи на те, що серед дослідників лишайників Українських Карпат були такі широко відомі ліхенологи, як Ф. Гажлінський, І. Суза, О. Сатала, М. Сервіт, Й. Надворнік, М. Ф. Макаревич внесла важливі доповнення до ліхенофлори даного гірського району. В цілому, список лишайників Українських Карпат був доведений М. Ф. Макаревич до 860 видів, з яких 138 наведено вперше.

## Наукові роботи
- М. Ф. Макаревич. Роди Pertusaria, Lecanora, Ochrolechia, Lecania, Haematomma, Candelariella // Визначник лишайників СРСР / відп. ред. І. І. Абрамов. — Л.: Наука, 1971. — Т. 1. Петрузаріевие, Леканоровие, Пармеліевие. — С. 7-68, 72-146, 242—281. — 412 с.
- М. Ф. Макаревич. Роди Acrocordia, Arthopyrenia, Leptorhaphis, Microthelia, Anthracothecium, Melanotheca, Dermatina, Lithographa, Melaspilea, Opegrapha, Graphis, Enterographa, Chiodecton, Dirina, Lecanactis, Arthonia, Arthothelium, Byssoloma // Визначник лишайників СРСР / відп. ред. І. І. Абрамов. — Л.: Наука, 1977. — Т. 4. Веррукаріевие — Пілокарповие. — С. 152—160, 166—174, 188—195, 198—203, 210—218, 223—273, 275—278, 280—288, 290—328. — 344 с.

## Вшанування пам'яті
На честь Марії Макаревич названо вид Lichenodiplisiella makarevichiae.